# La señorita Else
La señorita Elsa es una novela de Arthur Schnitzler publicada en 1924 y escrita en forma de monólogo.

## Breve resumen de la trama
Else, joven adolescente de clase alta, despreocupada y caprichosa, se encuentra veraneando en San Martino di Castrozza, donde la buena sociedad vienesa se congrega en los meses estivales antes de la Primera Guerra Mundial. Debido a una deuda de juego que su padre ha contraído y que no puede saldar, Elsa recibe una carta que la exhorta a convencer a otro rico veraneante, conocido de la familia, de que aporte los fondos necesarios para saldar la deuda. Como única condición para el préstamo, el acaudalado huésped exige a Elsa verla desnuda. La joven protagonista se ve forzada a elegir entre su honor y orgullo y el dinero, que permitiría la salvación de su padre. En una sucesión de presiones crecientes por parte de su familia, que la incita a lograr la suma utilizando todas sus capacidades de persuasión, la tensión se va elevando hasta el dramático e inevitable final. 
El pequeño relato fue un gran éxito comercial que Schnitzler buscaba desde hacía largo tiempo. Escrita con una gran elegancia, la temática retoma la crítica a las convenciones burguesas (familia, honor, ahorro, virginidad) y ataca el cinismo y la hipocresía de la sociedad. Al mismo tiempo sugiere una severa crítica a la forma entonces aceptada de prostitución, el matrimonio por razones económicas, logrando mediante el uso de una situación singular una reflexión implícita sobre este fenómeno.